# Benedykt Woyna
Benedykt Woyna lub Wojna herbu Trąby (zm. 22 października 1615 w Padwie) – biskup wileński, kustosz kapituły katedralnej wileńskiej w latach 1576-1600, kanclerz Akademii i Uniwersytetu Wileńskiego Towarzystwa Jezusowego w latach 1600-1615.

## Życiorys
Syn Macieja kasztelana mścisławskiego. Był kanonikiem wileńskim i sekretarzem króla Stefana Batorego. W 1587 roku podpisał elekcję Maksymiliana III Habsburga. Od 1594 roku administrował diecezją wileńską, a 31 lipca 1600 został jej biskupem. W 1613 roku został wyznaczony do Trybunału Skarbowego Wielkiego Księstwa Litewskiego.
Pochowany w katedrze Św. Stanisława i Św. Władysława w Wilnie.